# Ölpingis

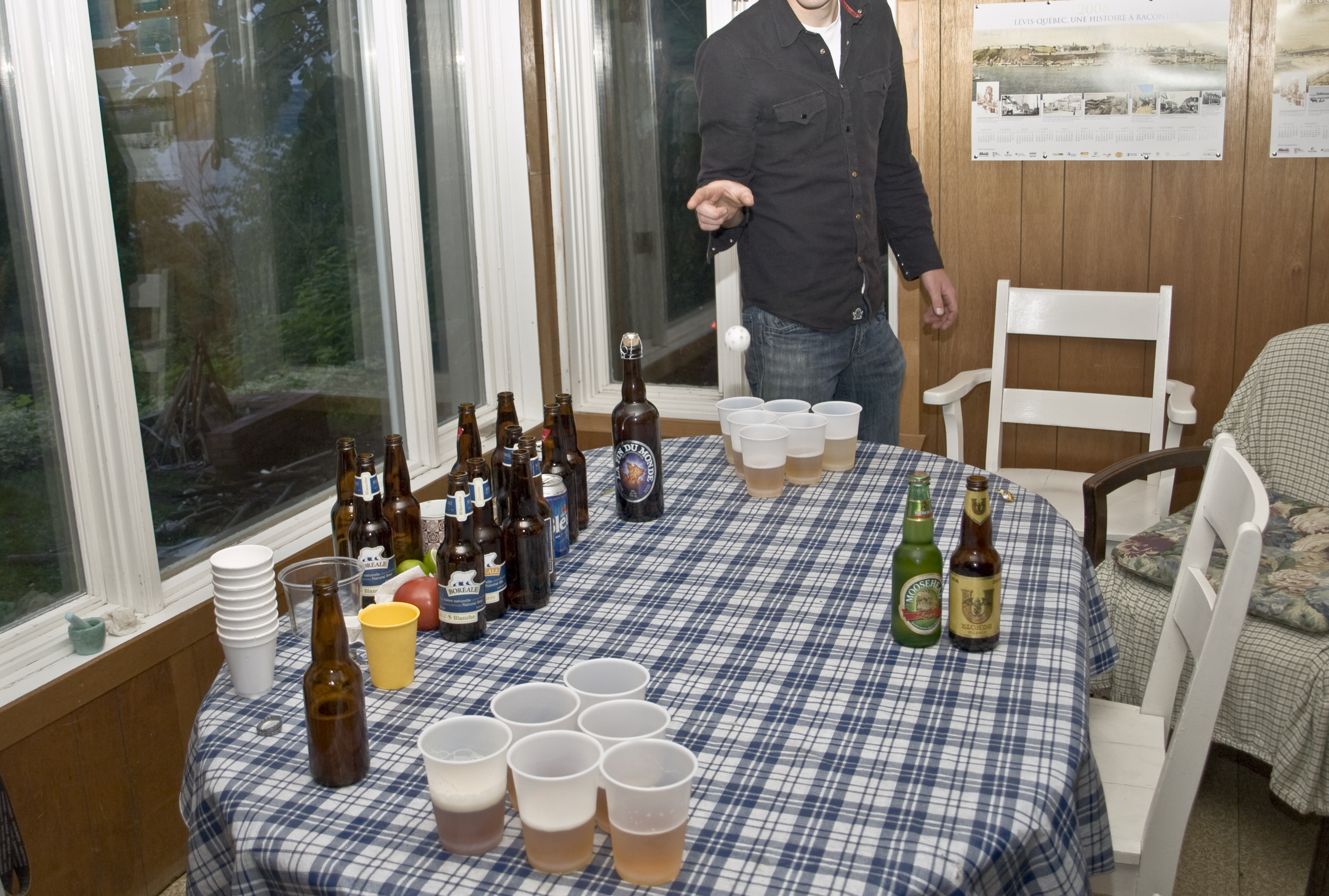
En uppsättning ölpong.

Ölpingis, ölpong eller beer pong är ett populärt dryckesspel bland amerikanska universitetsstudenter, där deltagarna försöker kasta en bordtennisboll i en eller flera ölfyllda plastmuggar. Spelet har oftast två lag med två spelare i varje, med ett lag på varje sida av ett bord och deltagarna kastar bollen mot muggar som står uppställda på motståndarsidan. Det finns inga officiella regler, men oftast finns mellan sex och tio plastmuggar placerade i en triangel på varje sida. Antalet spelare kan också variera.
När bollen landar i en plastmugg måste det försvarande laget konsumera all öl i den muggen. Av hygieniska skäl doppas ibland bollen i ett glas med vatten mellan kasten. Vanligtvis är muggarna fyllda till en tredjedel eller fjärdedel med öl. Det lag som först tvingats dricka upp allt sitt öl har förlorat, och tvingas då dessutom dricka upp all öl som finns kvar i vinnarlagets muggar. 
Turordningen varierar beroende på lokal sedvänja: i vissa tävlingar kastar alla i ett lag bollen innan det andra laget får kasta, i andra turas lagen om att göra ett kast var.
Ölpingis, som kallas beer pong eller Beirut på engelska, förekommer mest på fester på amerikanska college och universitet, men spelas ibland även vid andra evenemang i USA. Även i Sverige förekommer ölpingis som en del av universitetsstädernas studentliv.
Spelet är en vidareutveckling av en ölpingis spelad med pingisracketar, som anses ha uppstått i studentföreningar på Dartmouth College på 1950- och 1960-talen. Så småningom utvecklades varianten utan racketar och började på 1980-talet spridas till andra delar av USA.